# حصن المداشلة (القطن)
'

تعديل مصدري - تعديل

حصن المداشلة هي إحدى قرى عزلة القطن بمديرية القطن التابعة لمحافظة حضرموت، بلغ تعداد سكانها 329 نسمة حسب تعداد اليمن لعام 2004.